# Fuglebakken (København)
Fuglebakken er en bydel beliggende på Frederiksberg. Hele kommunen har 105.840 indbyggere  (2025). Kvarteret opstod på landbrugsjord tilhørende Fuglebakkegård. Den første bebyggelse opstod omkring Kristian Zahrtmanns Plads, som allerede inden den første bebyggelse i området i 1905 blev anlagt med sporvejsforbindelse, som havde endestation og "sløjfe" på Kristian Zahrtmanns plads. Det mest kendte byggeri på Fuglebakken er nok rækkehusene og dobbelthusene tegnet af arkitekt Thorkild Henningsen i 1928.
Midt i Fuglebakkekvarteret ligger det gamle børnehospital, som nu er udstykket i beboelseslejligheder. En stor del af den gamle hospitalspark blev overtaget af Danbyg, som i 1987/1988 opførte ca. 40 rækkehuse på det tidligere parkareal.

## Kuriosa
Under sit statsbesøg i Danmark i 1964 besøgte Sovjetunionens leder Nikita Khrusjtjov Statsminister Jens Otto Krag på dennes adresse (Egernvej 61). Huset var ejet af skuespillerinden Helle Virkner, som Krag var gift med.

## Kendte beboere
Statsminister Jens Otto Krag, skuespilleren og politikeren Helle Virkner, billedhuggeren Gunnar Hammerich, billedhuggeren Edvard Eriksen, maleren Albert Naur, forfatteren og maleren Mogens Lorentzen, forfatteren Henri Nathansen, komponisten Niels Viggo Bentzon, maleren Kristian Zahrtmann, politikeren Aksel Larsen og tidligere borgmester Simon Aggesen.